# Нивхское имя
Нивхское имя — имена, которые были в обиходе среди нивхов до середины XX века. В настоящее время почти все нивхи имеют русские имена.

## Традиция
В нивхском языке личные мужские и женские имена образуются от основ нарицательных имен и глаголов и получают специальное оформление. Мужские имена собственные в основном образуются при помощи суффиксов -кун/-ғун/-гун/-хун, -тун/-рун/-дун, -кан/-ган,  -тан/-ран/-дан, -кин/-гин/-хин, -тин/-рин/-дин, -лин, -лун; женские — при помощи суффиксов -кук/-ғук/-гук/-хук, -тук/-рук/-дук, -так/-рак/-дак, -тик/-рик/-дик, -лик, -к.

## Примеры имён
Женские: Азук, Ангук, Анюк, Вельк, Зуюк, Есавура, Панько, Иглик, Лушкура, Пинейк.
Мужские: Азрун, Атвук, Вадун, Зарун, Ланц, Ршолин.